# Concepcion (Iloilo)
Concepcion is een gemeente in de Filipijnse provincie Iloilo op het eiland Panay. Bij de laatste census in 2010 telde de gemeente bijna 40 duizend inwoners.

## Geografie

### Bestuurlijke indeling
Concepcion is onderverdeeld in de volgende 25 barangays:
| - Aglosong - Agnaga - Bacjawan Norte - Bacjawan Sur - Bagongon - Batiti - Botlog - Calamigan - Dungon - Igbon - Jamul-Awon - Lo-ong - Macalbang | - Macatunao - Malangabang - Maliogliog - Niño - Nipa - Plandico - Poblacion - Polopina - Salvacion - Talotu-an - Tambaliza - Tamis-ac |

## Demografie
Concepcion had bij de census van 2010 een inwoneraantal van 39.617 mensen. Dit waren 2.736 mensen (7,4%) meer dan bij de vorige census van 2007. Ten opzichte van de census van 2000 was het aantal inwoners gegroeid met 5.377 mensen (15,7%). De gemiddelde jaarlijkse groei in die periode kwam daarmee uit op 1,47%, hetgeen lager was dan het landelijk jaarlijks gemiddelde over deze periode (1,90%).

De bevolkingsdichtheid van Concepcion was ten tijde van de laatste census, met 39.617 inwoners op 86,12 km², 460 mensen per km².